# Cattedrale di San Brendano (Loughrea)
La cattedrale di San Brendano (in inglese: St Brendan's Cathedral) è la cattedrale cattolica di Loughrea, in Irlanda, e sede della diocesi di Clonfert. La cattedrale si trova sulla riva settentrionale del lago Grey, che dà il nome alla città. La prima pietra della cattedrale è stata posta il 10 ottobre del 1897, i lavori si sono conclusi nel 1902.